# 穆拉永峰
49°47′0″S 73°26′0″W / 49.78333°S 73.43333°W
穆拉永峰是南美洲的山峰，位於阿根廷和智利接壤的邊境，處於巴塔哥尼亞地區，屬於安第斯山脈的一部分，海拔高度2,656米，山體由花崗岩組成。